# Пончары. Глобальное закругление
«Пончары. Глобальное закругление» (англ. Extinct) — анимационная комедия от создателей сериала «Симпсоны» Дэвида Силвермана и Рэймонда С. Перси. Фильм вышел в широкий прокат 10 февраля 2021 года.

## Сюжет
Пончары — необычные существа — круглые, как пончики и пушистые, как хомячки. Проживают они на Галапагосских островах и судя по тому, что к острову подплывает Чарльз Дарвин, действие разворачивается в XIX веке. На острове все готовятся к празднику цветов. На их остров приплыл кит, сломавший фигуру из цветов, которую главные герои — Эд и Оп — должны были охранять. Их наказали, отправив на Остров Одиночества, но они не стали там сидеть. Оп решила подняться на вулкан и набрать цветов, которых никто никогда не видел. Но в суете двух друзей неожиданно затягивает петля времени, прятавшаяся в цветке. Выясняется, что в будущем пончары — вымершие создания и музейные экспонаты наряду с динозаврами. Эд и Оп решают изменить ход истории и спасти всех пончар.

## Роли озвучивали
- Адам Дивайн — Эд
- Рэйчел Блум — Оп
- Кен Джонг — Кларенс
- Зази Битц — Дотти
- Джим Джефферис — Бёрни
- Кэтрин О’Хара — Альма
- Регги Уоттс — Хосс
- Алекс Борштейн — Мали
- Джулия Чан — миссис Сан
- Стив Аоки — Винни

## Производство
О производстве анимационного фильма «Пончары» компанией Cinesite Animation стало известно в сентябре 2019 года. Тогда же было объявлено, что режиссёром проекта назначен Дэвид Силверман, содиректором — Рэймонд С. Перси, а главные роли озвучат Адам Дивайн, Рэйчел Блум, Зази Битц и Кен Жонг. Композитором фильма был выбран Майкл Джаккино.
Сюжет фильма повествует о существах, живущих на Галапагосах в 1835 году. Петля времени переносит их в современный Шанхай. Так как производственная студия Wink находится именно в этом городе, для художника-постановщика Евгения Томова была организована экскурсия в Шанхай, чтобы он мог увидеть город своими глазами.
По словам сценаристов, с момента зарождения первой идеи и до готового фильма прошло около 7 лет. «Работая на ТВ, мы привыкли к тому, что можем в любой момент вносить коррективы в сценарий и съёмочный процесс. Компьютерная графика требовала принятия решений на ранних стадиях работы».

## Маркетинг
Локализованная версия тизер-трейлера к фильму была опубликована в сети 10 декабря 2020 года, основного трейлера — 25 декабря.

## Релиз
В российский прокат фильм вышел 11 февраля 2021 года. Премьера в Турции намечена на 2 апреля.